# Ночные рассказы
«Ночные этюды» или «Ночные рассказы» (нем. Nachtstücke) — двухтомный сборник новелл Э. Т. А. Гофмана. Оба тома датированы 1817 годом, хотя первый из них поступил в продажу осенью 1816 года, а второй — ровно год спустя.

## Состав сборника

### Первый том
- «Песочный человек» (нем. Der Sandmann, ноябрь 1815, рус. пер. 1830): история студента Натаниеля, который в детстве испытал психотравму, искорёжившую его жизнь. Эта травма раз за разом возвращается в его жизнь в облике инфернального алхимика Копелиуса, который теперь выдает себя за торговца барометрами Копполу. Попытка Натаниеля вырваться из заколдованного круга, взяв в жёны прекрасную дочь профессора Спаланцани, лишь погружает его в пучину безумия, когда выясняется, что его суженая не что иное, как бездушный автоматон Копполы.
- «Игнац Деннер»[1] (нем. Ignaz Denner, май 1814, рус. пер. 1831): разбойничья повесть из стародавних времён, которая предназначалась для предыдущего сборника, но была отвергнута издателем. Добродетельный егерь подвергнут пытке и приговорён к смерти по ложному обвинению в союзе с главарем бандитов. Лишь благодаря случайности удаётся доказать его невиновность. Инфернальный разбойник оказывается не только его тестем, но и наследственным приспешником Сатаны.
- «Церковь иезуитов в Г.» (нем. Die Jesuiterkirche in G.; 1816, рус. пер. 1830): история талантливого художника, который, если верить молве, из любви к искусству умертвил жену и сына.
- «Sanctus» (нем. Das Sanctus; лето 1816, рус. пер. 1830): реальный анекдот о потере голоса оперной певицей после того, как она вышла из храма во время исполнения хором мессы Sanctus. Необъяснимый психологический феномен иллюстрируется вставной новеллой о покорении испанцами Гранады (по роману Флориана «Гонсальво из Кордовы»). Тем самым подчёркивается универсальность загадочных явлений[2].

### Второй том
- «Майорат» (нем. Das Majorat; 1817, рус. пер. 1830): длинная готическая повесть о распаде «дворянского гнезда» на Куршской косе и населяющего его семейства под влиянием жадности, зависти и несчастной любви.
- «Пустой дом» (нем. Das öde Haus, 1817; рус. пер. 1830): история загадочного притяжения рассказчика к ветхому особняку на бульваре Унтер-ден-Линден и к его прекрасной обитательнице, которая мерещится ему в окошке. В действительности в доме живёт полоумная старуха, которой удаётся приворожить к себе рассказчика чарами магнетизма.
- «Обет» (нем. Das Gelübde; 1817, рус. пер. 1930): светская вариация на сюжет клейстовской новеллы «Маркиза д'О» (загадочная беременность психически неуравновешенной дамы), где действие перенесено в Польшу, а фоном служит восстание Костюшко.
- «Каменное сердце» (нем. Das steinerne Herz, 1817; рус. пер. 1896): пародия на сентиментальные повести Жана Поля. Стареющий богач стремится задержать бег времени, организуя в своём имении «празднества былого», где его жовиальные товарищи щеголяют в нарядах эпохи рококо. Но лишь идентификация со своим тёзкой-племянником, который ухаживает за дочерью его давней возлюбленной, позволяет ему выскользнуть из порочного круга самодовольной ностальгии.

## Эстетическая программа
Книга под названием "Ночные этюды, изданные автором «Фантазий в манере Калло», вышла в берлинском издательстве Георга Реймера в конце 1816 года.
Название сборника связано с растущим интересом Гофмана к «тёмным сторонам» существования — к сфере подсознательного и иррационального (напр., к Месмерову магнетизму). Если дебютный сборник «Фантазии в манере Калло» пронизан интересом автора к музыке, то в «Ночных этюдах» внимание смещается в сторону живописи. Ночными этюдами в Германии называли ночные пейзажи с контрастными эффектами светотени. На смену субъективно-эмоциональной тональности «Крейслерианы» приходит интерес к изображению событий внешнего мира. Автор настаивает на точности берлинской топографии и даже вводит в повествование своих знакомых (как, напр., графа Пюклера и доктора Кореффа).
«Ночные рассказы» отличаются большим жанровым разнообразием. Новелла «Песочный человек», открывающая сборник, стала визитной карточкой Гофмана, а Зигмунд Фрейд выбрал её примером того, как фантастика воздействует на психику. «Песочный человек» и «Игнац Деннер» были написаны после того, как Гофман посетил в 1813 году дрезденскую выставку автоматонов. Судя по этим рассказам, механизмы и технологии завораживают Гофмана и вместе с тем порождают в нём страх. В обеих новеллах рассказывается о злобных учёных, которые уничтожают невинных жертв при помощи своего знания.
«Дьяволу не написать ничего более дьявольского», — сказал о «ночных рассказах» Гейне. Для Гофмана «человеческая судьба выступает ристалищем борьбы неведомых начал, поэтому в фабуле рассказов столь часто встречаются убийства и самоубийства, насилие, измены, а также темные предчувствия, сны, галлюцинации, безумие». Структура новелл предвкушает схему построения детективных рассказов: обычно в первой половине произведения нагнетаются необъяснимые события, а во второй половине даётся попытка их развёрнутого объяснения.
Большинство рассказов было переведено и опубликовано русскими журналами в 1830 году. «Совершенно очевидно, что Гофман стал модным писателем, и каждый журнал старается угостить своих читателей каким-то ещё не известным его произведением», — писал в это время один из издателей. Литературоведы обычно называют новеллы «Игнац Деннер» и «Обет» в числе наименее удачных и оригинальных произведений Гофмана, хотя отмечалось несомненное влияние «Игнаца Деннера» на молодого Гоголя.